# Into the Badlands
Pour les articles homonymes, voir Badlands.
Into the Badlands est une série télévisée américaine en 32 épisodes de 42 minutes créée par Alfred Gough et Miles Millar et diffusée entre le 15 novembre 2015 et le 6 mai 2019 sur AMC.
En France et en Belgique, la série est diffusée depuis le 6 novembre 2016 sur SundanceTV. En Afrique francophone, elle l'est sur Canal+. La série est aussi visible sur Amazon Prime Video.

## Synopsis
Dans un monde post-apocalyptique, la technologie a laissé place aux arts martiaux et aux armes blanches. Sept barons ayant chacun leur doctrine se partagent des terres et vivent dans un climat instable. Un jeune garçon nommé M.K, possédant certains sombres pouvoirs, se retrouve capturé par Quinn, un des barons, et se retrouve sous la protection de Sunny, le meilleur homme de main de Quinn. Ce dernier va tenter de lui apprendre à contrôler ses pouvoirs, tout en essayant de passer au travers des tensions présentes sur ces terres hostiles afin de quitter cette vie, mais seul le destin choisit sa route

## Distribution

### Acteurs principaux
- Daniel Wu (VF : Cyrille Monge) : Sunny
- Orla Brady (VF : Anne Dolan) : Lydia
- Sarah Bolger (VF : Caroline Mozzone) : Jade (saisons 1 et 2)
- Aramis Knight (VF : Martin Faliu) : M.K.
- Emily Beecham (VF : Véronique Picciotto) : La Veuve
- Oliver Stark (VF : Bastien Bourlé) : Ryder (saisons 1 et 2)
- Madeleine Mantock (VF : Cindy Lemineur) : Veil (saisons 1 et 2)
- Ally Ioannides (VF : Élodie Menant) : Tilda
- Marton Csokas (VF : Boris Rehlinger) : Quinn (saisons 1 et 2)
- Nick Frost (VF : Marc Saez) : Bajie (depuis la saison 2)
- Babou Ceesay (en) (VF : Namakan Koné) : Pèlerin (saison 3)
- Lorraine Toussaint (VF : Laurence Charpentier) : Cressida (saison 3)
- Ella-Rae Smith (VF : Jennifer Fauveau) : Nix (saison 3)
- Sherman Augustus (VF : Jean-Michel Martial) : Nathaniel Moon (saison 3, invité saison 2)

### Acteurs récurrents
- Yohance Myles : Ringo
- Benjamin Papac (VF : Julien Crampon): Bale
- Mike Seal (en) (VF : Mathias Timsit) : Petri
- Stephen Lang (VF : Thierry Ragueneau) : Waldo
- Ellen Hollman (VF : Margaux Laplace) : Zypher
- Edi Gathegi : Jacobee (saison 1)
- Teressa Liane (VF : Marianne Leroux) : Angelica (saison 1)
- Lance E. Nichols (VF : Thierry Desroses) : Roi des eaux
- Eve Connolly (VF : Margaux Laplace) : Ava (saison 2)
- Stephen Walters (VF : Vincent de Bouard) : The Engineer (saison 2)
- Chipo Chung (VF : Karl-Line Heller) : Le Maitre (saison 2 et 3)
- Maddison Jaizani (VF : Leslie Lipkins) : Odessa (saisons 2 et 3)
- Eleanor Matsuura (VF : Nathalie Homs) : Baronne Chau (saisons 2 et 3)
- Alan Wai : Baron Hassan (saison 2)
- Jonathan Ryan (en) : Baron Broadmore (saison 2)
- Ivo Canelas (en) : Baron Rojas (saison 2)
- Tamsin Topolski (VF : Laura Ollandini) : Wren (saison 3)
- Dean-Charles Chapman (VF : Benjamin Bollen) : Castor (saison 3)
- Lewis Tan (VF : Yoann Sover) : Gaius Chau (saison 3)
- Thom Ashley : Eli (saison 3)
- Sophia Di Martino : Lily (saison 3)
- Eugenia Yuan : Kannin (saison 3)

 Source et légende : version française (VF) sur RS Doublage et DSD doublage

## Production
Le 9 février 2019, la série est annulée.

## Épisodes

### Première saison (2015)
1. Le Fort (The Fort)
2. Un Poing comme une balle (Fist Like a Bullet)
3. La Cigogne ouvre ses ailes (White Stork Spreads Wings)
4. Deux tigres matent les dragons (Two Tigers Subdue Dragons)
5. Le Serpent rampe sous terre (Snake Creeps Down)
6. La Main au cinq poisons (Hand of Five Poisons)

### Deuxième saison (2017)
Le 8 mars 2016, la série est renouvelée pour une deuxième saison de dix épisodes, diffusée à partir du 19 mars 2017.
1. Le tigre pousse la montagne (Tiger Pushes Mountain)
2. Force de la griffe de l'aigle (Force of Eagle's Claw)
3. Soleil rouge, lune d'argent (Red Sun, Silver Moon)
4. La paume du renard de fer (Palm of the Iron Fox)
5. Le singe saute à travers la brume (Monkey Leaps Through Mist)
6. Le léopard file dans la neige (Leopard Stalks in Snow)
7. Cœur noir, montagne blanche (Black Heart, White Mountain)
8. Piqûre de la queue du scorpion (Sting of the Scorpion's Tail)
9. Rossignol ne chante plus (Nightengale Sings No More)
10. Souffle de loup, feu de dragon (Wolf's Breath, Dragon Fire)

### Troisième saison (2018)
Le 25 avril 2017, la série est renouvelée pour une troisième saison de seize épisodes, diffusée en deux parties de huit épisodes. La première a été diffusée à partir du 22 avril 2018, et la deuxième à partir du 24 mars 2019.
1. Le Phénix (Enter the Phoenix)
2. Moon se lève, le corbeau cherche (Moon Rises, Raven Seeks)
3. Le léopard piège le lapin (Leopard Snares Rabbit)
4. Les Cannibales aveugles (Blind Cannibal Assassins)
5. Porter le tigre dans la montagne (Carry Tiger to Mountain)
6. Les Hurlements de Mistral Noir (Black Wind Howls)
7. La Dernière Danse de la libellule (Dragonfly's Last Dance)
8. Le léopard attrape un nuage (Leopard Catches Cloud)[10],[Note 1]
9. La chambre du Scorpion (Chamber of the Scorpion)
10. La plume du Corbeau et le sang du Phénix (Raven's Feather, Phoenix Blood)
11. Le sanglier et le papillon (The Boar and the Butterfly)
12. Croc de Cobra et griffe de panthère (Cobra Fang, Panther Claw)
13. Lotus noir et Rose blanche (Black Lotus, White Rose)
14. La malédiction de la pluie rouge (Curse of the Red Rain)
15. Requiem pour ceux qui sont tombés (Requiem for the Fallen)
16. Sept frappent comme un (Seven Strike as One)